# 克明親王
克明親王（903年—927年10月22日），是日本平安時代的皇族，醍醐天皇第一皇子，初名將順。

## 經歷
延喜九年（909年）八月與父親醍醐天皇見面。延喜十年（910年）正月在清涼殿東庭見到拝儛。延長五年（927年）四月敘三品，任兵部卿、同年九月二十四丑時以25歲之齡逝世。

## 系譜
- 父：醍醐天皇
- 母：源封子
- 妃：藤原時平女

- 第一王子：源博雅（918–980）
- 第二王子：源正雅（?–?）
- 第三王子：源清雅（?–?）
- 第四王子：源助雅（?–?）
- 王女：妍子女王（?–?）

## 附註
1. ↑  《貞信公記》延喜九年八月二十四條
2. ↑  《貞信公記》延喜十年正月初四條
3. ↑  《貞信公記》延長五年四月二十二條